# ポマ
ポマもしくはポマガルスキー株式会社（フランス語: POMA、Pomagalski S.A.）とは、固定循環式および自動循環式チェアリフト、ゴンドラ、ケーブルカー、ロープウェイ、新交通システムなどの索道を製造するフランス企業。世界中の750の顧客に約7,800基の索道を設置している。 
オーストリアとスイスに拠点を置くドッペルマイヤー・ガラベンダ・グループと競合関係にある。かつてはイタリアのライトナーも競合していたが、2000年にポマがライトナー・グループの一員となって以降は、ドッペルマイヤーが唯一の競合他社となっている。ポマとライトナーはそれぞれ独立しているが、北米での合弁事業としての原材料の購入とライトナー・ポマの設立を含む包括提携を締結している。 
ポマ製リフトはヨーロッパやアジアのスキー場に導入されたものが多いが、遊園地や観光地用、産業輸送用途などにも採用されている。 
同社の最初の製品で最も人気のある滑走式リフトは、ポマ・リフトとも呼ばれている。 

## 歴史
1936年、ジャン・ポマガルスキーはフランスのラルプ・デュエズにあるエクローズトレイルに最初のスキーリフトを設置した。1947年、フランスのフォンテーヌにポマガルスキー株式会社を設立。ポマ最初のチェアリフトはフランスとアメリカで1958年に建設された。1967年、初の自動循環式ゴンドラを開発した。本社と製造工場はフォンテーヌにあるが、1988年以来、管理、設計、販売サービス機能はフランスのヴォレペにある。ポマは現在、世界に約750人の雇用を持つ。 
初のポマ製チェアリフトは、1960年冬季オリンピックの会場となったカリフォルニア州スコーバレーのスコーバレー・スキーリゾートに導入された。その後の冬季オリンピックにも導入されており、1984年のユーゴスラビア・サラエヴォ大会、1992年のアルベールヴィル大会、1994年のノルウェー・リレハンメル大会、2014年のロシア・ソチ大会などでもリフト建設を行っている。

## 製品情報

### 循環式索道

#### 固定循環式チェアリフト

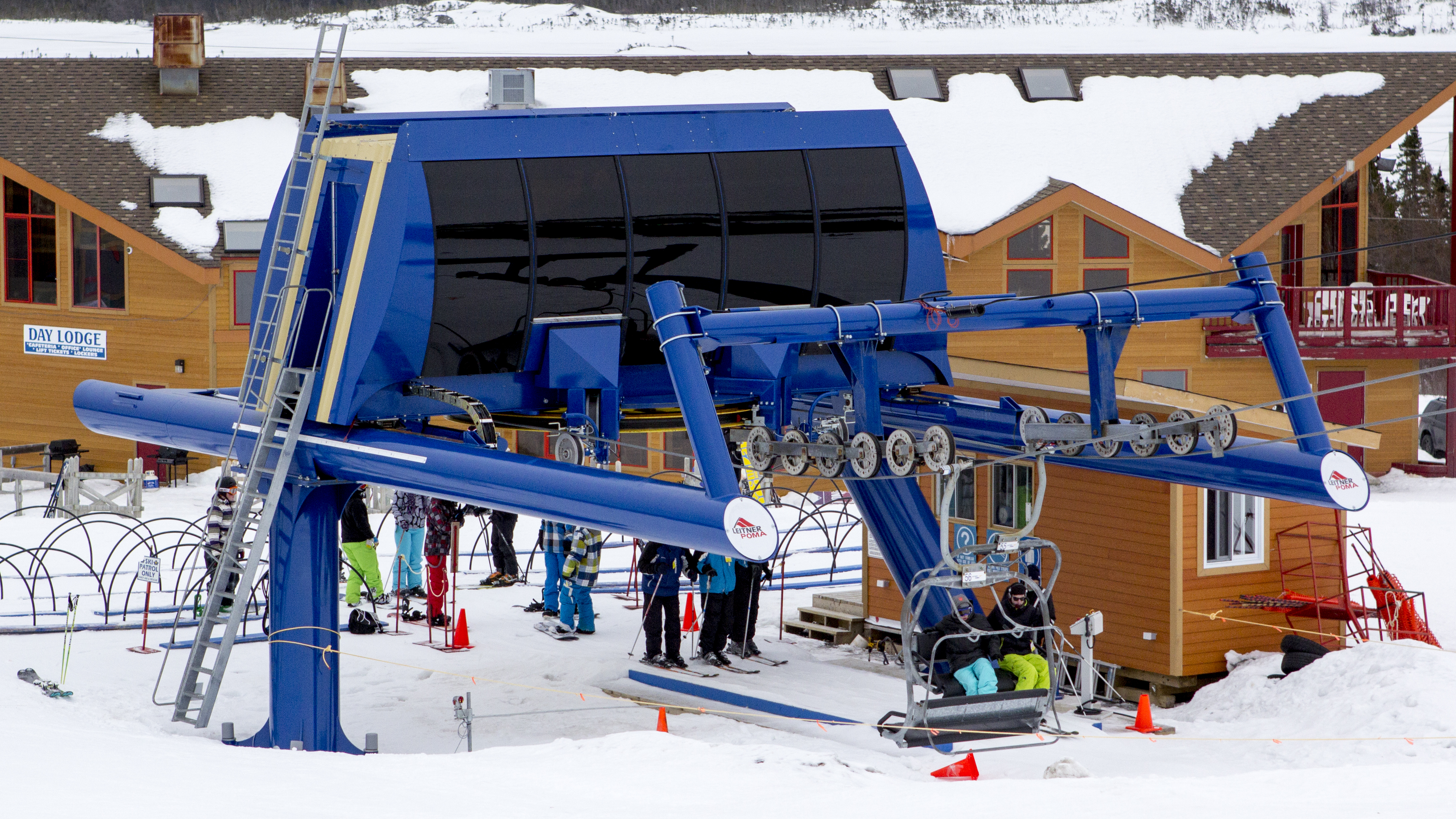
カナダ・ニューファンドランド・ラブラドール州クラレンビル近くのホワイトヒルズスキーリゾートのポマ固定循環式アルファターミナル

ポマ製の固定循環式チェアリフトは世界中で見かけることができる。初の2人乗り固定循環式チェアリフトは1958年に建設され、3人乗りチェアリフトは1973年に導入された。この後に4人乗り、さらに6人乗りの固定循環式チェアリフトが登場した。 
アルファチェアリフトターミナルは1982年に導入された。それ以前の主力のデルタターミナルは世界中で運用されている。デルタとアルファの両方のチェアリフトターミナルは、自動循環式リフトにも改造可能であり、新たにリフトの設置を行わなくても性能を向上させることが可能となっている。

#### 自動循環式リフト

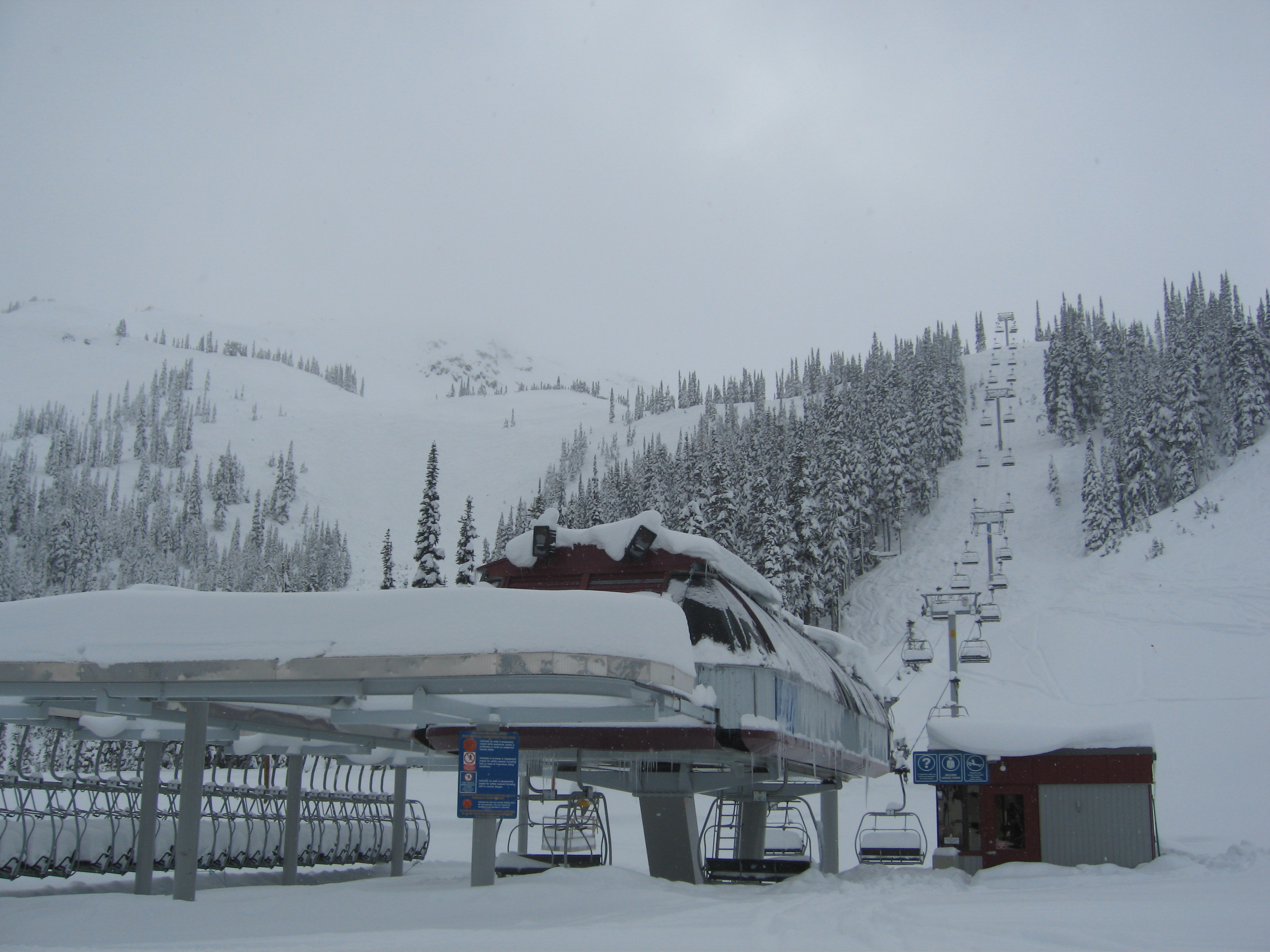
カナダ・ウィスラー・ブラッコムにあるチャレンジャーモデル、ポマ自動循環式リフト

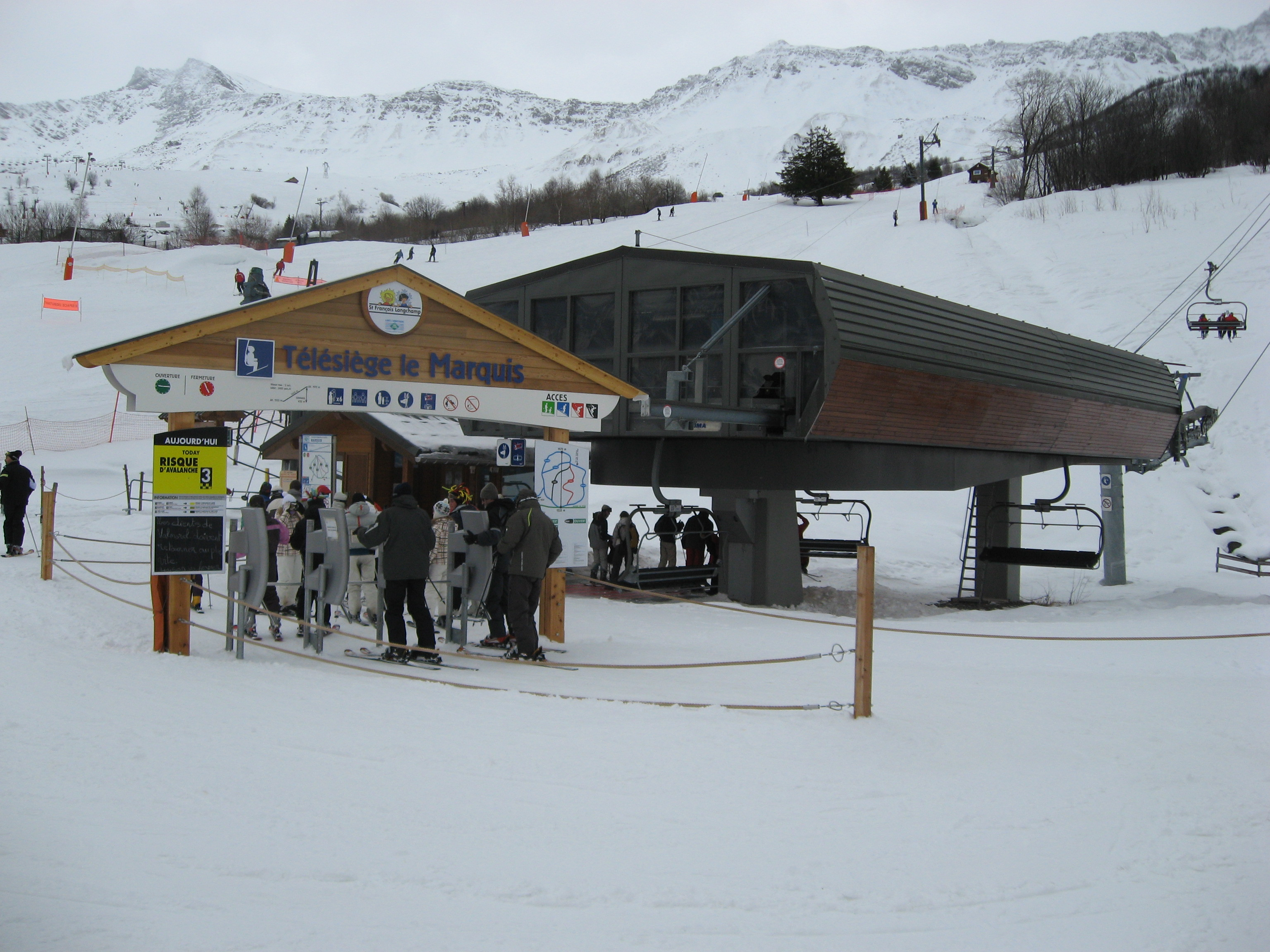
フランス・サン＝フランソワ＝ロンシャンにある6人乗りフェニックス自動循環式ターミナル。

ポマは1972年にプラローニャン＝ラ＝ヴァノワーズ（ドメーヌ・ド・レキュ）、1982年にサン＝ラリ＝スラン（スム・ド・マット）に自動循環式チェアリフトを建設した。この最高速度5m/sは当時世界最速であった。1991年により小型化したオメガ自動循環式ターミナルが開発され、1993年に初の6人乗りの自動循環式チェアリフトを、2000年にはフランスのメリベルに初の8人乗りリフトを建造した。また2000年には、オメガターミナルを新型のフェニックスモデルや、マルチックスターミナルの導入を開始した。ただし北米の新設リフトには引き続きオメガターミナルが搭載されている。 

#### ゴンドラリフト

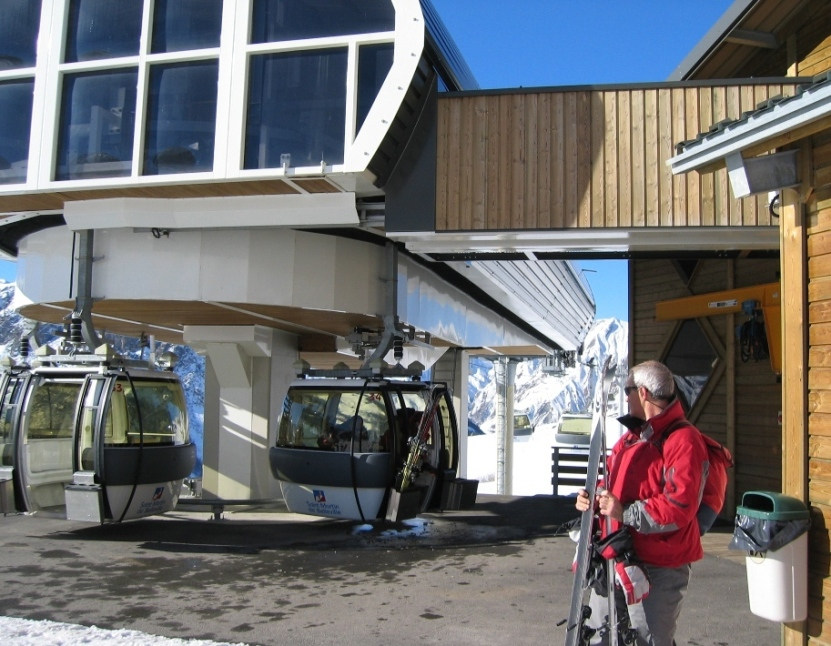
2002年に建てられた8人乗りゴンドラ。フランス、サヴォワサン＝マルタン＝ド＝ベルヴィル。

ポマは1966年にヴァル＝ディゼールとクイーンズタウンで最初の自動循環式ゴンドラを建造し、1967年にフランス・シャルマゼルのレメヌィエールで最初の自動循環式ゴンドラリフトの建設を行った。1973年には世界初の「6人乗りゴンドラ」をフランスのヴィラールドランスに、1984年には10人乗りゴンドラの導入を行った。 

#### フニテル
2001年に建設された自動循環式の「フニテル・デュ・グランフォン」、2003年に建造された固定循環式フニテルの「フニテル・デュ・ブクタン」（双方ともフランスのヴァル・トランスに存在）、そしてライトナーとポマが技術提携を行い、フランスのスーパーベッセに2008年に建造した「フニテル・デュ・ラ・ペルドリ」の計3基のフニテルを建設している。 

#### ハイブリッドリフト（テレミックス）
テレミックスはポマの商標であるゴンドラキャビンと椅子の両方が装備されている自動循環式リフト。ターミナル駅は自動循環式のゴンドラやチェアリフトと同様のもので、フランスのアルペデュエズリゾートで多数導入されている。 

#### 滑走式リフト
最初のモデルであるポマ・リフトは、乗客が跨る円盤付きの滑走式リフトだった。搬器は曳索から取り外し可能の伸縮式で、革新的な空気圧システムにより、高速で運行可能だった。この方式はTバーや固定循環式搬器と共に建造が続けられている。 

### 交走式ロープウェイ
ポマは多数の大型ロープウェイも建造している。2003年にレザルクのフランスのリゾート地と、ヴァノワーズエクスプレスのプラーニュを結ぶロープウェイは世界最大の交走式ロープウェイとして知られ、二階建ての搬器は200人まで搭乗可能となっている。2010年にはニューヨークのルーズベルト・アイランド・トラムウェイ交換を行い、設計はヴァノワーズ・エクスプレスを基にしたものが採用されている。 

### ケーブルカーと新交通システム
ポマは急勾配を登坂可能な多数のケーブルカーを製造した。またオーチス・エレベータ・カンパニーと提携してポマ・オーチス・トランスポーテーション・システムズを設立し、新交通システム開発を行っていた。 

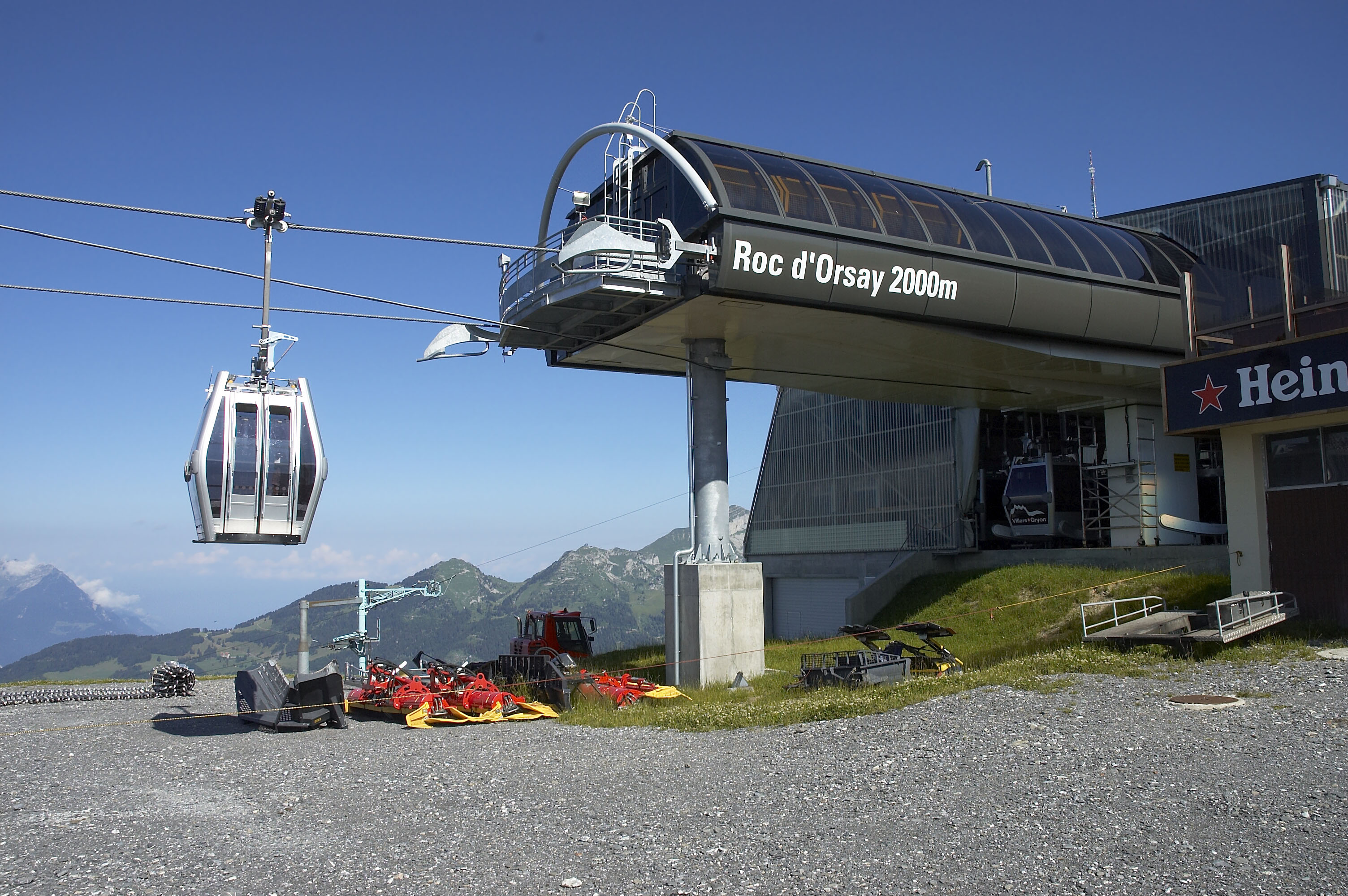
2006年にスイスのヴィラールに建設された「ロックオルセー」の8人乗りゴンドラ。
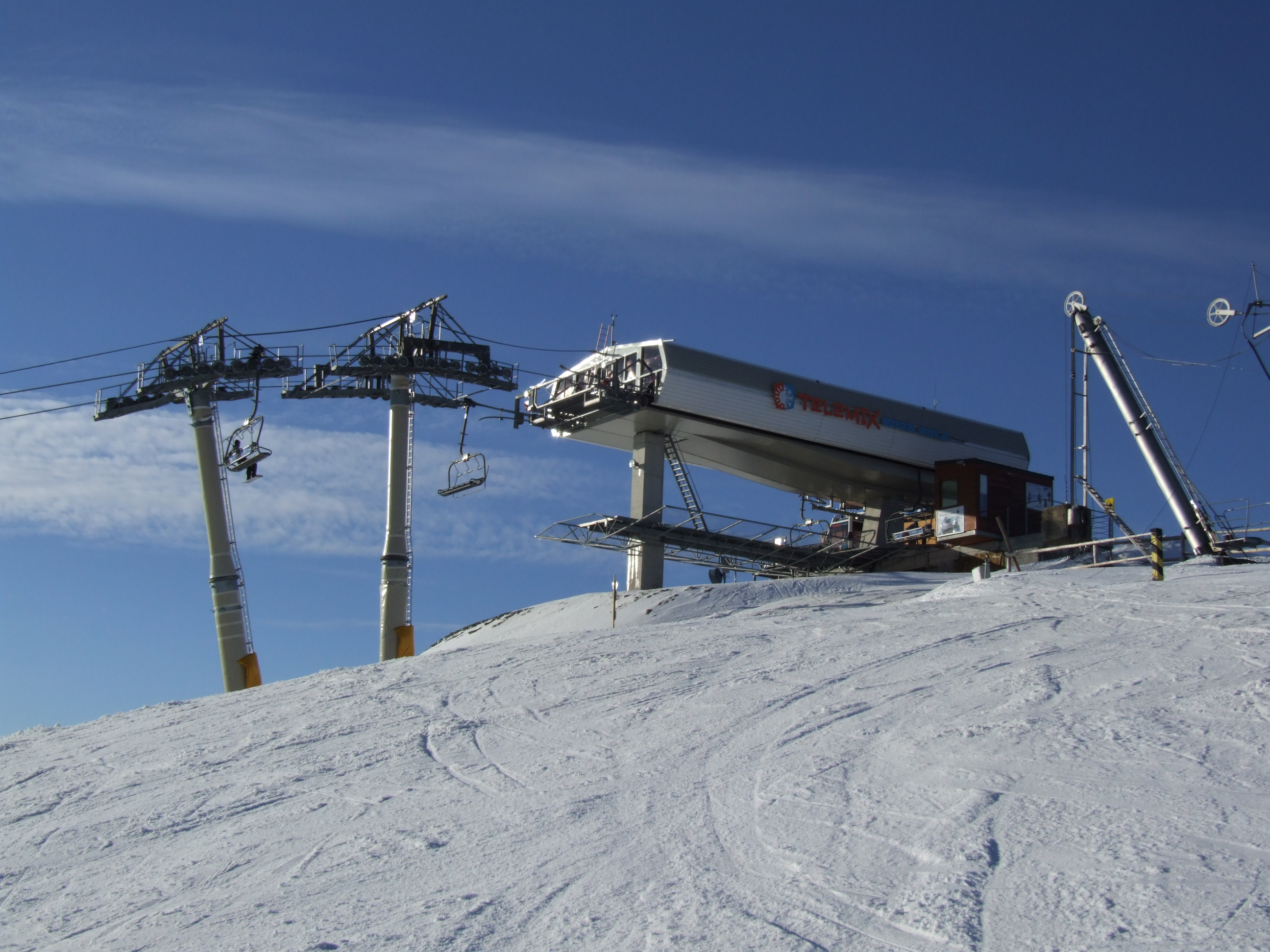
ドノヴァリ、スロバキアのテレミックス
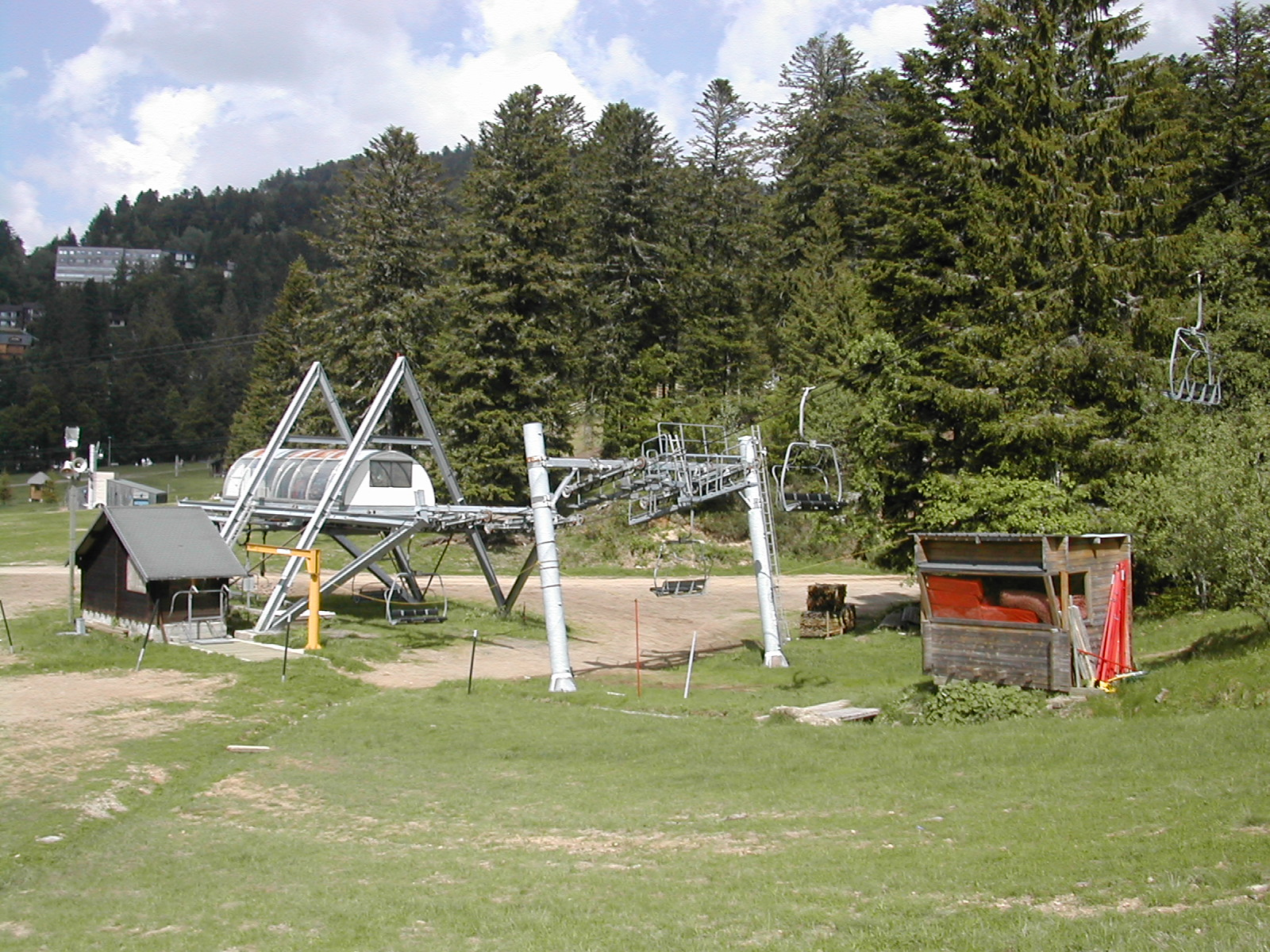
デルタターミナルが1986年にフランスのリオランに建設された固定循環式チェアリフト。

## 子会社

### ライトナー・ポマ・オブ・アメリカ（Leitner-Poma of America）
ライトナー・ポマ・オブ・アメリカは、ポマとライトナー間の提携で、北米、ニュージーランド、オーストラリアでポマ・リフトを製造している。ポマ製品の全生産を担当し、コロラド州グランドジャンクションにある本社でほとんどの部分の製造を担っている。 
1950年代初めに「ポマ・リフト」の社名で北米に進出し、1952年にカナダで、1953年には米国で初のリフトを建設した。ポマ・リフトは、1981年にコロラド州グランドジャンクションに事務所と工場を設立し、社名を「ポマ・オブ・アメリカ」に変更し、1989年にはコロラド州で北米、ニュージーランド、オーストラリア向けの全ての自動循環式索道の設計・製造を行った。2001年9月、ポマとライトナーの北米事業の合併が発表され、ライトナー・ポマ・オブ・アメリカが設立された。 

### アグディオ（Agudio S.P.A）
アグディオ株式会社はポマ・イタリアとしても知られ、ロープウェーやケーブルカー、ロープ輸送システムを専門としている。創業は1860年と、ポマより歴史あるものとなっている。 

### シグマコンポジット（Sigma Composite）
シグマは、フランス・イゼール県のヴェランに本社を置き、ゴンドラリフト、ケーブルカー、観覧車用搬器や、新交通システム用の車両を製造を行っている。ドッペルマイヤーの子会社であるCWAコンストラクションと、スイスの独立系会社であるガングロフ株式会社（Gangloff AG）という二つの競合他社が存在している。 

### セメ株式会社（SEMER S.A.）
セメはフランス・オート＝サヴォワ県のル・ファイエを拠点としており、ポマ製品の自動化装置と電子機器の製造を行っている。 

### コマグ（COMAG）
コマグは、フランスのサヴォワにあるブール＝サン＝モーリスに本社を置く、土木工学および山岳部専用の建設会社。 

### スキーレール（Skirail）
スキーレールはインクライン、チェアリフト、ケーブルカー、サイクロケーブルを設計、製作を行う。 
その他には、サクミ（Sacmi）、ライトナー・ポマ・ジャパン、ポマ北京ロープウェイ（簡体字中国語: 波马嘉仕其北京索道有限责任公司）などの海外子会社も存在している。